# Центр дослідження демократії та культури
Centrum pro studium demokracie a kultury (з чеськ.  Центр дослідження демократії та культури) — некомерційна освітня та дослідницька організація (аналітичний центр) і видавництво, засноване у формі громадської асоціації Петром Фіалою, Зденеком Гранатом, Їржі Ганусем і Франтішеком Міксом у серпні 1993 року в місті Брно.

## Мета
Створення центру та його діяльність безпосередньо продовжують деякі більш давніші ініціативи, пов’язані з розвитком незалежної діяльності та виданням самвидавних часописів до листопада 1989 року. Головною метою CDK є сприяння розвитку демократичної політичної культури в Чехії. Центр зосереджений на просуванні та зміцненні зв’язку між політичною та культурною сферами, а також на розвитку та підтримці традиційних цінностей західної цивілізації. Особливий акцент робиться на дослідженні питань, пов'язаних з функціонуванням Чеської Республіки в рамках європейських структур (інституцій Європейського Союзу) та на вивченні сучасних процесів розвитку Європейського Союзу.

## Політичний курс
У суспільно-політичній сфері CDK дотримується консервативно-ліберальних ідеологічних позицій, у релігійних питаннях віддає перевагу відкритому, екуменічному підходу.

## Організаційна структура
Управління здійснює Рада центру у складі чотирьох осіб, рішення якої виконує виконавчий директор. Центр має власне видавництво та друкарню.

### Рада ЦДК
- Франтішек Мікс — голова
- Міхал Хладек
- Петр Гусак

### Виконавчий директор ЦДК
- Зденек Гранат

## Основна діяльність
- фундаментальні та прикладні дослідження в галузі демократії, культури та релігії.
- Аналіз та прогнозування структур і процесів компанії та її компонентів у зв'язку з вищезазначеними дослідженнями.
- Публікація та розповсюдження досліджень та аналізів, як професійних, так і популярних, заснованих на вищезазначених дослідженнях.
- Організація лекцій, семінарів та конференцій, організація «літніх шкіл».
- Видавнича справа та діяльність у сфері гуманітарних і соціальних наук, мистецтва, культури та релігії.